# La Cathédrale de la mer (série télévisée)
Les Héritiers de la terre
La Cathédrale de la mer (La catedral del mar) est une série télévisée espagnole, adaptée du roman éponyme de Ildefonso Falcones, produite par Atresmedia, Télévision de Catalogne et Netflix en collaboration avec Diagonal TV. Les rôles principaux sont joués par Aitor Luna, Michelle Jenner, Daniel Grao, Silvia Abascal, Ginés García Millán, Andrea Duro et Pablo Derqui. Sa première diffusion a eu lieu entre le 23 mai 2018 et le 18 juillet 2018. La première saison comporte 8 épisodes durant chacun moins d'une heure. Annoncée en mai 2020, une suite intitulée Les Héritiers de la terre sort sur Netflix le 15 avril 2022.

## Synopsis
Au XIVe siècle, Barcelone, dans le royaume de la Couronne d'Aragon durant le règne de Pierre IV d'Aragon, connait l'un des moments les plus prospères de son histoire : la ville s'est développée vers la Ribera, un humble quartier de pêcheurs, où commence à se construire l'église Santa Maria del Mar. C'est alors qu'arrive à Barcelone un serf, Arnau Estanyol, fuyant avec son père les abus de seigneurs féodaux. Arnau travaille aussi bien comme palefrenier, débardeur ou soldat et réussira à devenir un homme libre. Son ascension sociale le portera de la misère à une vie dissolue en tant que changeur, ce qui suscite l'envie de ses ennemis qui trament une conjuration et mettent sa vie entre les mains de l'Inquisition. L'intrigue a pour fond le contrôle religieux et la ségrégation dans la société médiévale barcelonaise.

## Distribution
- Aitor Luna : Arnau Estanyol
  - Hugo Arbués : Arnau Estanyol (enfant)
- Daniel Grao : Bernat Estanyol, le père d'Arnau
- Abel Vitón : Loco Estanyol, le père de Bernat
- Nathalie Poza : Francesca Esteve, la mère d'Arnau
  - Natalia de Molina : Francesca Esteve (jeune)
- David Venancio Muro : Pere Esteve, le père de Francesca
- Ana Labordeta : la mère de Francesca
- Ariadna Castellano : María Cardona, la première épouse d'Arnau
- Silvia Abascal : Elionor, la deuxième épouse d'Arnau
- Pablo Derqui : Joan "Joanet" Estanyol, le fils adoptif de Bernat
  - Álvaro Villaespesa : Joan (enfant)
- Laura Domínguez : Joana, la mère biologique de Joan
- Francisco José Lahoz : Oriol, le père biologique de Joan
- Michelle Jenner : Mar, la fille adoptive d'Arnau
  - Patricia Arbués : Mar (enfant)
- Jorge Usón : Felip de Ponts, le premier mari de Mar
- Jaume Solà : Bernat, le fils d'Arnau et Mar
- Andrea Duro : Aledis, l'amante d'Arnau
- Joaquín Notario : Gastó Segura, le père d'Aledis, tanneur
- Veki Velilla : Alesta Segura, la sœur d'Aledis
- Fernando Sansegundo : Pau, le mari d'Aledis et le maître tanneur de Gastó
- Montse Peidro : Eulalia, la mère d'Aledis
- Juanma Cifuentes : Miquel, le propriétaire d'Arnau et Joan
- Trinidad Iglesias : Marina, la propriétaire d'Arnau et Joan
- Josep Maria Pou : Sahat, l'esclave affranchi maure d'Arnau
- Belén Ponce de León : Donaha, la gouvernante d'Arnau
- Ginés García Millán : Grau Puig, beau-frère et employeur de Bernat
- Nora Navas : Guiamona, la sœur de Bernat et la première épouse de Grau Puig
- Eva Rufo : Isabel, la deuxième épouse de Grau Puig
- Crispulo Cabezas : Genis Puig, le fils aîné de Grau et Guiamona
- Anna Moliner : Margarida Puig, la fille de Grau et Guiamona
  - Lucía Díez : Margarida Puig (enfant)
- Óscar Rabadán : Jaume, superviseur de l'atelier de Grau Puig
- Ali El Aziz : Ahmed, esclave dans l'atelier de Grau Puig
- Julia Carnero : Habiba, esclave dans la maison de Grau Puig
- Ramon Madaula : Hasdai Crescas, usurier juif
- Paula Iwasaki : Raquel Crescas, la fille de Hasdai
  - Anna Cortés : Raquel Crescas (enfant)
- Igor Szpakowski : Jucef Crescas, le fils de Hasdai
  - Alejandro Fuertes : Jucef Crescas (enfant)
- Tristán Ulloa : Père Albert, prêtre local
- Fernando Sendino : Berenguer de Montagut, architecte de Santa Maria del Mar
- Andrés Lima : Ramón, le père de María Cardona et débardeur
- Roser Pujol : la mère de Maria
- Jordi Aguilar : Cesc, un débardeur
- José Milán : Jordi, un débardeur
- Pablo Olewski : Ramiro Terrasa, un débardeur
- Kai Puig : Mallorquí, un débardeur
- Mario de la Rosa : Narcís, un débardeur
- Fernando Valdivielso : Josep, un débardeur
- Alain Hernández : Llorenç de Bellera, le seigneur féodal de Bernat à Navarcles
- Jorge Kent : soldat de Llorenç de Bellera
- Jonás Berami : Simó, forgeron de Llorenç de Bellera
- Iñaki Font : Jaume de Bellera, le fils de Llorenç
- Sergio Peris-Mencheta : Nicolas Eymerich, grand inquisiteur d'Aragon
- Albert Prat : un inquisiteur
- Francesc Lucchetti : un inquisiteur
- Tacho González : le roi Pierre IV d'Aragon
- Joaquín Gómez : Perellós, conseiller royal
- Fernando Soto : Ferrán Montaner, capitaine d'Arnau pendant la guerre
- Iria del Río : Blanca
- Pepo Oliva : Pere

## Production
Le tournage a eu lieu pendant l'été 2016 et a nécessité 2500 figurants, 220 animaux et 2000 costumes. Près de 80 % des scènes ont été filmées en extérieur, dont certaines à la basilique de Santa María del Mar.